# Unfall einer C-130 Hercules am Kebnekaise
Beim Unfall einer C-130 Hercules am Kebnekaise am 15. März 2012 kollidierte ein militärisches Transportflugzeug vom Typ Lockheed C-130J-30 Hercules mit der Westflanke des Kebnekaise, des höchsten Berges Schwedens.

## Hergang
Die C-130 Hercules der Luftforsvaret (norwegische Luftstreitkräfte) befand sich am 15. März 2012 auf dem Weg vom norwegischen Flughafen Narvik/Evenes, wo sie um 13:40 Uhr gestartet war, zum schwedischen Flugplatz Kiruna. Die Crew nahm an der NATO-Übung Cold Response teil, einer multinationalen Übung unter anderem mit Soldaten aus Dänemark, Deutschland, Frankreich, Großbritannien, Kanada, den Niederlanden und den Vereinigten Staaten.
Die nach dem Unfall ausgewerteten Radardaten zeigten, dass die Flugroute bis kurz vor dem Crash mit der geplanten Flugroute nach Instrumentenflugregeln übereinstimmte; die Besatzung hatte sich aber die Option offen gehalten, die Strecke im taktischen Tiefflug zurückzulegen, sollte es das Wetter erlauben. Kurz vor Erreichen des Gebietes um den Kebnekaise bekam die Hercules die Freigabe, auf 7.000 Fuß (2.134 Meter) zu sinken – eine Höhe, die nur 20 Meter über dem Gipfel des Kebnekaise liegt. Kurz danach verschwand die Maschine vom Radar.
Untersuchungen in den darauffolgenden Tagen zeigten, dass die Maschine aus westlicher Richtung in den Grat zwischen Nord- und Südgipfel des Kebnekaise geflogen war und dabei eine Lawine auslöste, die das Flugzeug mit Besatzung unter sich begrub, was das Auffinden und die Bergung deutlich erschwerte. Keine der Personen an Bord überlebte das Unglück.

## Besatzung und Luftfahrzeug

### Besatzung
Die Besatzung bestand aus vier Offizieren der 335. Staffel (Skvadron), stationiert auf dem Flughafen Oslo-Gardermoen: zwei Luftfahrzeugführern, Oberstleutnant Truls Audun Ørpen und Hauptmann Ståle Garberg, sowie zwei Ladungsmeistern, Hauptmann Siw Robertsen und Hauptmann Bjørn Yngvar Haug. Ebenfalls mit an Bord befand sich der Flugsicherheitsoffizier Hauptmann Steinar Utne, ein Hubschrauberpilot des 137. Geschwaders aus Rygge.
Die Besatzung galt als sehr erfahren; Garberg, der auf dem Flug nach Kiruna verantwortlicher Luftfahrzeugführer war, hatte insgesamt 6.229 Flugstunden, davon 758 auf der C-130J, Ørpen 3.285 Stunden, 243 auf dem J-Modell. Geflogen wurde das Flugzeug von Oberstleutnant Ørpen, dieser war Pilot Flying.

### Luftfahrzeug
Bei dem verunglückten Flugzeug handelte es sich um eine Lockheed C-130J-30 Hercules mit dem Kennzeichen 5630, gleichzeitig Werknummer, getauft auf den Namen Siv. Sie war eine von vier Maschinen dieser Version im Inventar der norwegischen Streitkräfte, die ab 2008 von Lockheed geliefert worden waren und sechs ältere Hercules der Versionen C-130E und H abgelöst hatten. Die verunglückte Maschine wurde im Juni 2010 an die norwegische Luftwaffe übergeben und gehörte zur 335. Staffel. Das Flugzeug hatte bis zum Unfall 856 Flugstunden absolviert; die letzte periodische Instandsetzung, ein A-Check, war 71 Flugstunden vor dem Crash im Januar 2012 durchgeführt worden, die nächste Kontrolle (ein sogenannter C-Check) für den Juli desselben Jahres angesetzt.

## Ursachen
Der Abschlussbericht der schwedischen Behörden gibt als Unfallursache an, dass die Besatzung einer Anweisung des Fluglotsen in Kiruna gefolgt sei, ohne sich bewusst zu sein, dass sie mit dieser Freigabe kontrollierten Luftraum verlassen und sich damit unterhalb der Sicherheitsmindesthöhe befanden.

“The accident was caused by the crew on HAZE 01 not noticing to the shortcomings in the clearances issued by the air traffic controllers and to the risks of following these clearances, which resulted in the aircraft coming to leave controlled airspace and be flown at an altitude that was lower than the surrounding terrain.”

Die Hercules war zwar mit einem System ausgerüstet, das bei Annäherung an den Boden eine Warnung generieren soll (Ground Proximity Warning System, GPWS); aus zwei Gründen konnte dieses die Besatzung jedoch nicht vor dem Zusammenstoß warnen: Zum einen war die „reference altitude“, unterhalb der die Warnung ausgesendet wird, auf nur 200 Fuß eingestellt; zum anderen befand sich die Crew auf einem taktischen Flug und hatte das GPWS auf den Modus „tactical“ geschaltet. In diesem Modus wird zwar eine höhere Auflösung des Kartenmaterials verwendet, allerdings war bereits vor dem Unfall bekannt, dass die Kartendaten nördlich des 60. Breitengrades sehr ungenau werden und das System nicht mehr einwandfrei im Taktik-Modus nutzbar ist. Aus diesen Gründen gab das GPWS keine Warnung aus, was auch beim Nachfliegen der Strecke nachvollzogen werden konnte.

## Trivia
Das Seitenruder der Maschine wurde zum Gedenken an die Besatzung im März 2013 auf dem militärischen Teil des Flughafens Oslo aufgestellt.